# Distretto di Korba
Il distretto di Korba è un distretto del Chhattisgarh, in India, di 1 012 121 abitanti. Il suo capoluogo è Korba.